# Vaulnaveys-le-Haut
Vaulnaveys-le-Haut és un municipi francès situat al departament de la Isèra i a la regió d'Alvèrnia-Roine-Alps. L'any 2007 tenia 3.367 habitants.

## Demografia

### Població
El 2007 la població de fet de Vaulnaveys-le-Haut era de 3.367 persones. Hi havia 1.404 famílies de les quals 414 eren unipersonals (199 homes vivint sols i 215 dones vivint soles), 428 parelles sense fills, 480 parelles amb fills i 82 famílies monoparentals amb fills.
La població ha evolucionat segons el següent gràfic:
Habitants censats

### Habitatges
El 2007 hi havia 1.617 habitatges, 1.414 eren l'habitatge principal de la família, 85 eren segones residències i 118 estaven desocupats. 1.087 eren cases i 523 eren apartaments. Dels 1.414 habitatges principals, 997 estaven ocupats pels seus propietaris, 382 estaven llogats i ocupats pels llogaters i 36 estaven cedits a títol gratuït; 93 tenien una cambra, 144 en tenien dues, 221 en tenien tres, 315 en tenien quatre i 641 en tenien cinc o més. 1.186 habitatges disposaven pel capbaix d'una plaça de pàrquing. A 579 habitatges hi havia un automòbil i a 739 n'hi havia dos o més.

### Piràmide de població
La piràmide de població per edats i sexe el 2009 era:
| Homes | Edats   | Dones |
| ----- | ------- | ----- |
| 0     | 95 o +  | 4     |
| 0     | 90 a 94 | 12    |
| 20    | 85 a 89 | 16    |
| 8     | 80 a 84 | 40    |
| 28    | 75 a 79 | 32    |
| 36    | 70 a 74 | 44    |
| 68    | 65 a 69 | 60    |
| 64    | 60 a 64 | 96    |
| 72    | 55 a 59 | 104   |
| 112   | 50 a 54 | 136   |
| 116   | 45 a 49 | 108   |
| 124   | 40 a 44 | 112   |
| 124   | 35 a 39 | 136   |
| 116   | 30 a 34 | 120   |
| 148   | 25 a 29 | 104   |
| 60    | 20 a 24 | 84    |
| 140   | 15 a 19 | 108   |
| 140   | 10 a 14 | 72    |
| 92    | 5 a 9   | 76    |
| 104   | 0 a 4   | 72    |

## Economia
El 2007 la població en edat de treballar era de 2.298 persones, 1.756 eren actives i 542 eren inactives. De les 1.756 persones actives 1.640 estaven ocupades (897 homes i 743 dones) i 115 estaven aturades (53 homes i 62 dones). De les 542 persones inactives 203 estaven jubilades, 216 estaven estudiant i 123 estaven classificades com a «altres inactius».

### Ingressos
El 2009 a Vaulnaveys-le-Haut hi havia 1.451 unitats fiscals que integraven 3.524,5 persones, la mediana anual d'ingressos fiscals per persona era de 24.514 €.

### Activitats econòmiques
Dels 163 establiments que hi havia el 2007, 3 eren d'empreses extractives, 5 d'empreses alimentàries, 1 d'una empresa de fabricació de material elèctric, 4 d'empreses de fabricació d'altres productes industrials, 34 d'empreses de construcció, 18 d'empreses de comerç i reparació d'automòbils, 6 d'empreses de transport, 5 d'empreses d'hostatgeria i restauració, 1 d'una empresa d'informació i comunicació, 9 d'empreses financeres, 20 d'empreses immobiliàries, 18 d'empreses de serveis, 25 d'entitats de l'administració pública i 14 d'empreses classificades com a «altres activitats de serveis».
Dels 47 establiments de servei als particulars que hi havia el 2009, 1 era una oficina de correu, 1 taller de reparació d'automòbils i de material agrícola, 1 paleta, 5 guixaires pintors, 6 fusteries, 10 lampisteries, 9 electricistes, 2 empreses de construcció, 2 perruqueries, 4 restaurants, 4 agències immobiliàries, 1 tintoreria i 1 saló de bellesa.
Dels 7 establiments comercials que hi havia el 2009, 4 eren fleques, 1 una llibreria i 2 floristeries.
L'any 2000 a Vaulnaveys-le-Haut hi havia 16 explotacions agrícoles que ocupaven un total de 156 hectàrees.

## Equipaments sanitaris i escolars
L'únic equipament sanitari que hi havia el 2009 era una farmàcia.
El 2009 hi havia 1 escola maternal i 1 escola elemental.

## Poblacions més properes
El següent diagrama mostra les poblacions més properes.